# Ossidazione dei fenoli a chinoni e idrochinoni
I fenoli sono una classe di composti che presenta una reattività chimica ben differente sia dagli altri alcoli sia per quanto riguarda i composti aromatici (per via del gruppo -OH i fenoli risultano 1000 volte più reattivi del benzene permettendo sostituzioni in posizioni -orto e -para).
Tale differenza si rende ancora più nota attraverso l'ossidazione che essa dà luogo.

## Differenze ossidazioni fenoli e alcoli
Come già anticipato, vi sono alcune differenze tra l'ossidazione operata sugli alcoli rispetto a quella effettuata sui fenoli.
Di fatto i primi tendono a reagire in soluzione acquosa acida con diversi agenti ossidanti quali i reagenti del Cr(VI) (CrO3 e Na2Cr2O7) e periodinano e tendono a dare come prodotti aldeidi, chetoni e acidi carbossilici.
{\displaystyle {\ce {CH3CH2OH ->[Na2Cr2O7] CH3COOH}}}

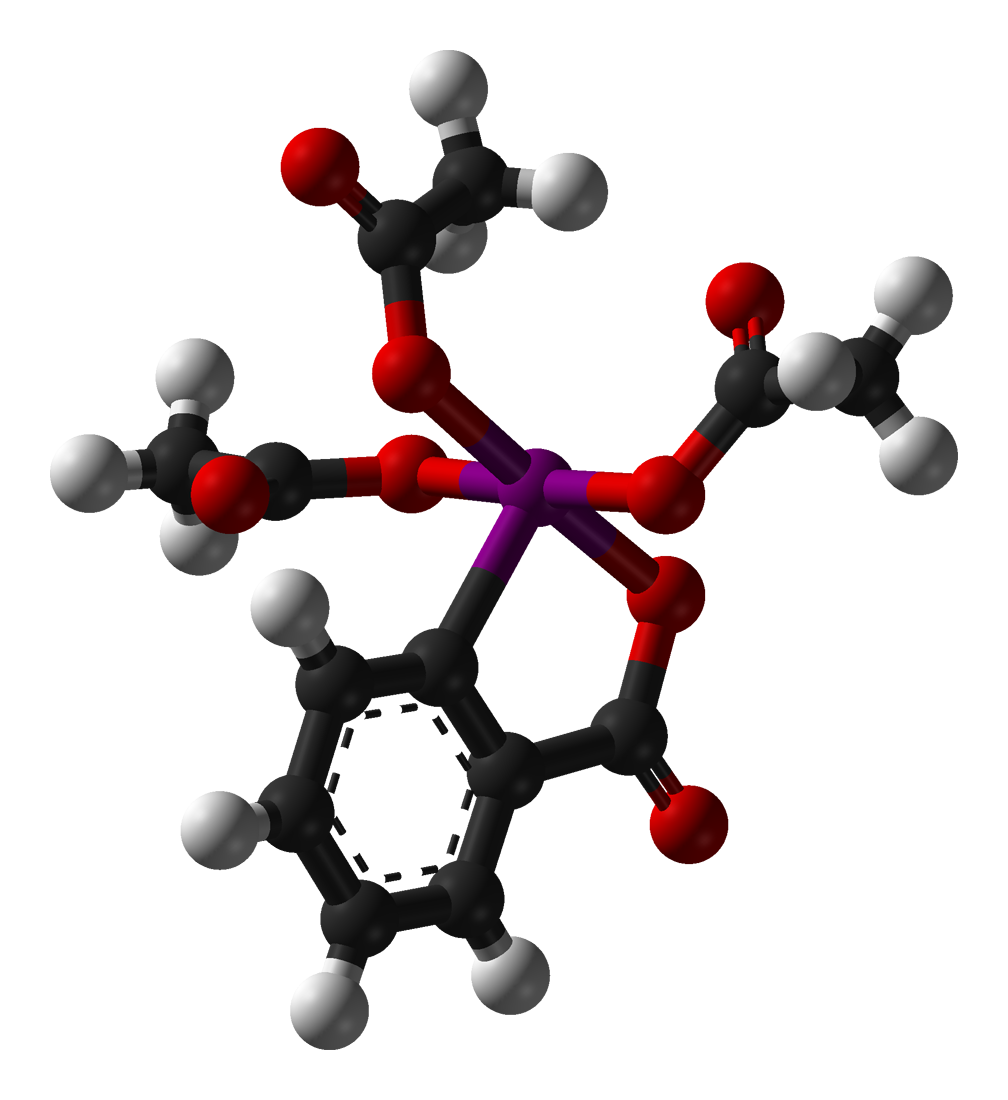
Dess-Martin-periodinane-3D-balls

Invece per i fenoli la situazione cambia dato che questi non presentano idrogeni legati al carbonio che ha l'ossidrile.
La reazione di ossidazione dei fenoli di fatto può avvenire nelle medesime condizioni, ossia in soluzione acida e in presenza di ione dicromato, ma porta ad un prodotto completamente diverso che nel caso del fenolo semplice è rappresentato da un cicloesa-2,5-dien-1,4-dione meglio conosciuto come chinone.
Inoltre essi si ossidano molto facilmente ed è per questo che la reazione avviene anche quando i reagenti fenolici sono esposti all'aria.

Ossidazione del fenolo

Successivamente i chinoni possono essere facilmente ridotti a idrochinoni tramite boroidruro di sodio e cloruro stannoso.
Le alte capacità ossidoriduttive degli ubichinoni(coenzima Q) hanno un'elevata importanza nei processi biologici, tant'è vero che sono presenti nelle cellule di ogni organismo aerobico, per via della loro funzione catalitica nella respirazione cellulare.

## Ossidazione dei fenoli nella quotidianità (Polifenolo ossidasi)
Seppur i fenoli reagiscano facilmente anche se esposti semplicemente all'aria aperta, essi subiscono particolarmente le reazioni con l'enzima cloroplastico polifenolo ossidasi meglio noto semplicemente come polifenolo ossidasi (PPO) che è un tetramero contenente quattro atomi di ferro presente nel citoplasma, ed è il responsabile del colore nerastro tipico della frutta tagliata o sminuzzata dopo che è stata a contatto con l'ossigeno.
I polifenoli che normalmente si trovano nel vacuolo vengono fatti reagire rapidamente con l'ossigeno per opera dell'enzima producendo conseguenzialmente o-chinoni che causano la variazione scura dell'organismo vegetale.
L'enzima viene prodotto principalmente da mele, pere, avocadi, funghi, pesche e banane.

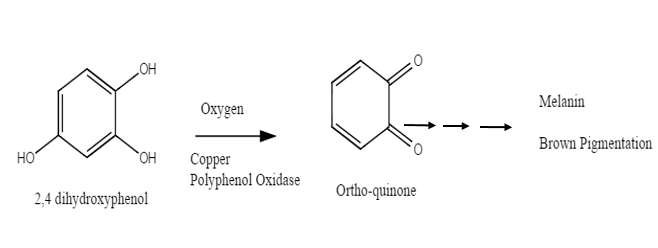
Una panoramica molto generale della reazione enzimatica catalizzata dalla polifenolo ossidasi sui fenoli per produrre la pigmentazione marrone.

### Metodi anti-imbrunimento
Vista la quotidianità con cui si ha a che fare con l'imbrunimento della frutta sono stati trovati validi metodi con cui inibire l'azione della polifenolo ossidasi e di conseguenza l'ossidazione dei fenoli e polifenoli, che possiamo dividere in due sezioni: metodi classici e metodi innovativi.

#### Metodi classici
1. Metodi fisici: 
  - Trattamento termico: la polifenolo ossidasi essendo un enzima, subisce fortemente variazioni termiche importanti, che sono in grado di denaturare la proteina.
  - Non esposizione all'ossigeno: dato che la polifenolo ossidasi funziona in presenza di ossigeno, può rivelarsi utile usare imballaggi impermeabili o sostituire l'aria con gas inerti
  - L'abbassamento di temperatura tramite congelamento
  - L'irradiazione
  - Alta pressione
  - Ultrasuoni
  - Campi elettrici
2. Metodi chimici:
  - Acidificazione o riduzione attraverso antiossidanti: si tratta di agenti in grado di reagire prontamente con l'ossigeno oppure di reagire con composti intermedi evitando la formazione di melanina, causa del colore nerastro. Dipendono da diversi fattori quali PH e temperatura ed i più noti sono l'acido ascorbico, la N -acetilcisteina (NAC), l'esilresorcinolo, l'acido eritorbico, la cisteina cloridrato e il glutationeAcido ascorbico

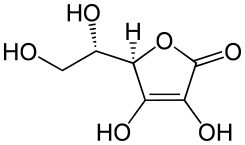
Acido ascorbico

  - Agenti chelanti: inattivano la polifenolo ossidasi legandosi e formando complessi con lo ione rameico Cu2+ o reagiscono con i loro substrati. I più noti sono: l'acido cogico, gli acidi tartarico, malonico, ossalico, ossalacetico, citrico, lattico, malico e piruvico.

#### Metodi innovativi
1. Agenti naturali: 
  - La cipolla: la cipolla oltre ad avere importanti proprietà nutritive è anche in grado di bloccare l'imbrunimento della frutta, in particolar modo si è notata una portentosa efficacia nei confronti della pera. A seguito di esperimenti effettuati con estratti di cipolla si è osservato come questi aumentassero in efficacia a seguito di riscaldamento. Inoltre aggiungendo estratti di cipolla in succhi di mele si ha un consistente aumento dei valori nutrizionali.
  - L'ananas: il succo d'ananas è ampiamente consumato per via del suo gradevole sapore in tutto il mondo ed oltre a ciò esso ha comportamenti molto simili ai solfiti, importanti ed efficaci inibitori nei confronti dell'imbrunimento.Succo di limone

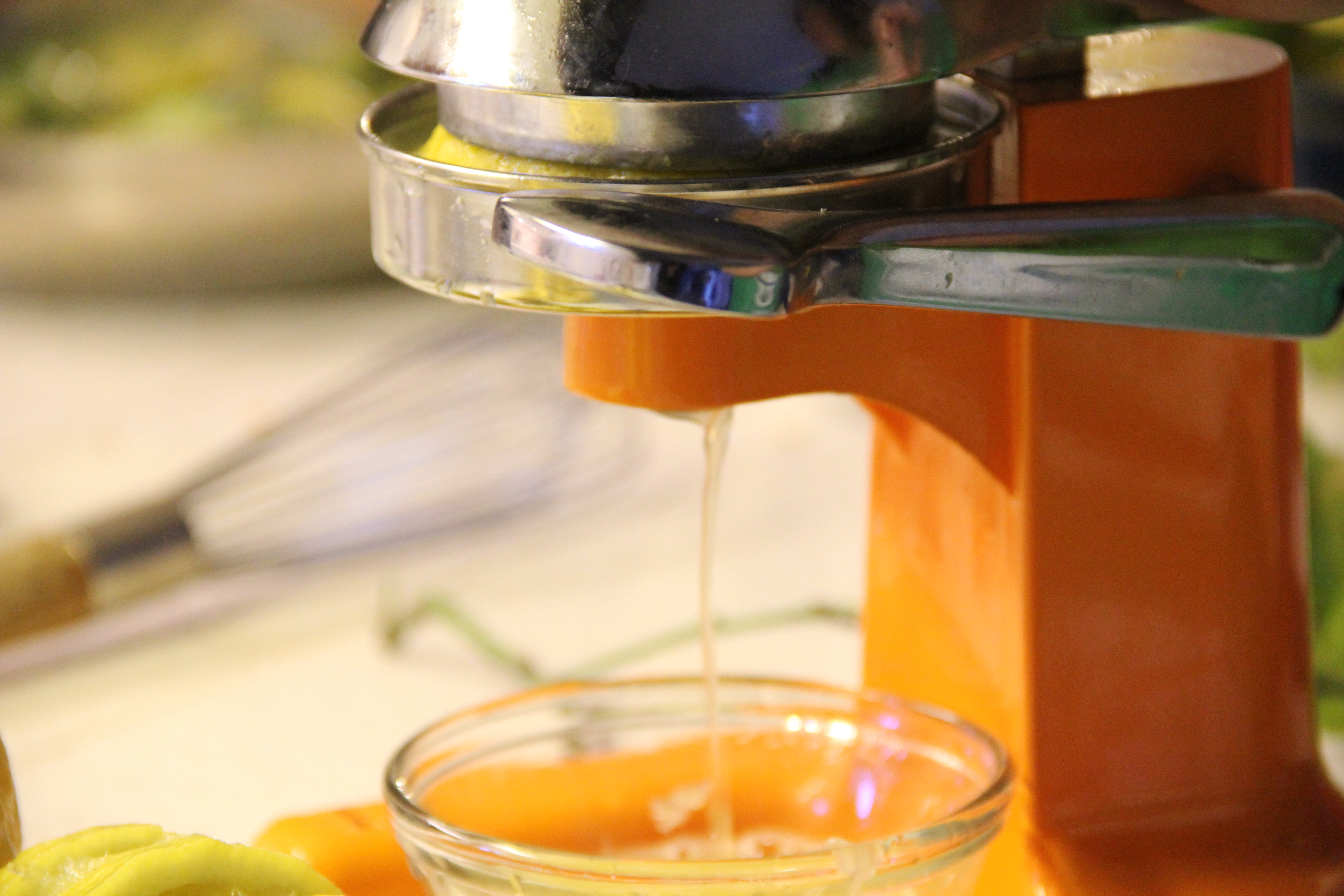
Succo di limone

  - Limone, uva e vino: il problema dell'imbrunimento è evidente nel campo della pasticceria fresca, dando non pochi problemi. In merito a ciò si è confrontato l'effetto di varie sostanze e su tutte ha mostrato maggiore efficacia il succo di limone che è in grado di donare lucentezza e brillantezza. Nonostante ciò anche l'uva e il vino bianco contenendo numerosi polifenoli si sono dimostrati utili, seppur meno efficaci del limone. Ciò dipende probabilmente dal più forte effetto chelante dimostrato dall'acido ascorbico e dall'acido citrico rispetto l'acido tartarico e l'acido malico presente nell'uva e nei suoi derivati alcolici. Utilizzando contemporaneamente succo di limone e succo d'uva vi è un ulteriore aumento in efficacia, portando i prodotti a non imbrunire anche a seguito di un'esposizione all'aria di 4 settimane.
  - Prodotti erboristici: 
    - Olio essenziale corteccia di cannella: l'olio estratto dalla corteccia di cannella presenta un'elevata attività inibitoria non competitiva (inibizione allosterica). Esso legandosi all'enzima ne attua un cambiamento morfologico, bloccando l'attività della polifenolo ossidasi e di conseguenza l'ossidazione dei fenoli. L'inibizione è permessa dalla cinnamaldeide e dall'eugenolo presenti nell'olio di corteccia di cannella.
    - Estratto di zenzero: lo zenzero ha importanti attività inibitorie sebbene sia ancora sconosciuto il motivo di tale attività. Lo zenzero è un rizoma costituito da 477 diversi costituenti, tra cui il noto acido ascorbico, acido caffeico, beta-carotene, curcumina, beta- sitosterolo e limonene e si pensa che fra questi sia proprio l'acido ascorbico il più importante agente inibitore.
2. Sottoprodotti alimentari:
  - Uva acerba: l'uva è ampiamente coltivata ed utilizzata oltre che come frutta da tavola anche per produrre vino e succhi. Oltre a ciò si producono numerosi prodotti di scarto e a seguito di studi si è potuto osservare come l'uva acerba mostri capacità antiossidanti e anti-imbrunimento. Questo si deve presumibilmente all'alto contenuto di flavanoli (catechina, epicatechina, epicatechina, gallato, epigallocatechina ed epigallocatechina gallato) e acidi fenolici (acido caffeico, clorogenico e gallico), fra cui, il più presente nell'uva è l'epigallocatechina gallato.
  - Sapindaceae semi: dalla lavorazione della Sapinadaceae si ottengono prodotti di scarto quali il longan e il rambutan che contengono a loro volta molti composti funzionali tra cui l'acido ellagico, l'acido gallico, la corilagina e la geraniina. Questi hanno proprietà anti-imbrunimento.Esempio di reazione di Maillard

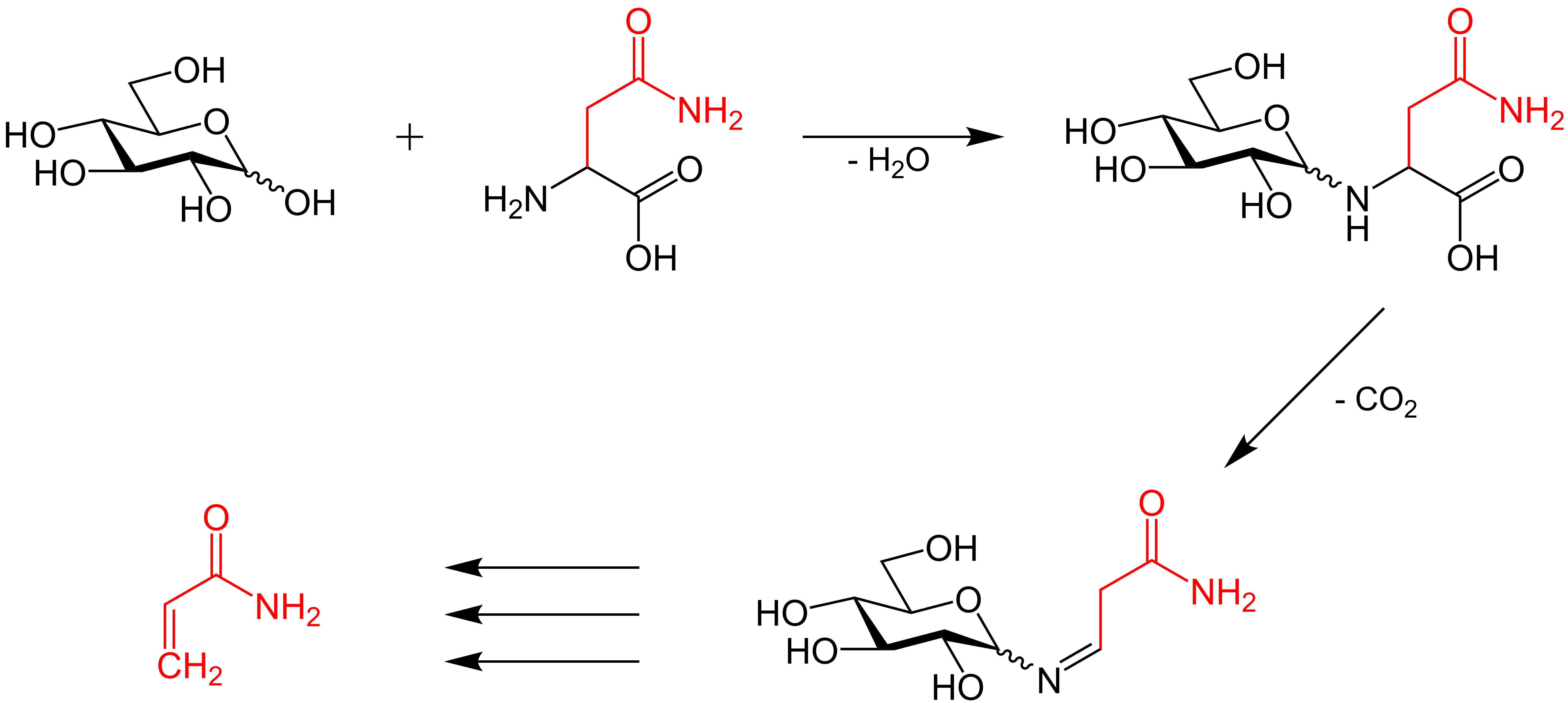
Esempio di reazione di Maillard

  - Estratti di nettarina diluite al microonde: gli estratti di nettarina diluiti al microonde presentano attività inibitoria irreversibile nei confronti della fenolo ossidasi dovuta, probabilmente alle reazioni di Maillard prodotte durante le esposizioni alle microonde. Vi potrebbe essere la formazione di composti mutageni
  - Buccia di pomodoro

## Nocività sulla salute umana
Con l'esponenziale aumento delle popolazioni che tendono a stabilirsi in città, la problematica della gestione delle acque diventa un perno logistico e essenziale.
In questo ambito è importante analizzare come l'ossidazione dei fenoli e la conseguente produzione dei chinoni rappresenti una questione critica e di primo piano anche visto l'ampio utilizzo dei fenoli in tensioattivi, coloranti e pesticidi, tra i quali bisfenolo A, triclosan e nonilfenolo-etossilati, che finiscono col trovarsi nei deflussi agricoli e negli scarichi industriali.
Per degradare numerosi composti chimici dannosi vengono usati solitamente forti antiossidanti e radiazione UV, anche se tali misure possono portare a loro volta alla formazione di sostanze tossiche.
Anche i fenoli subiscono un simile processo; essi infatti vengono fatti reagire con i radicali idrossilici •OH, ricavati dalla fotolisi del perossido di idrogeno (H2O2), formando prodotti anche di natura tossica quali l' o- e il p- benzochinone che però possono più facilmente essere degradati rispetto ai fenoli.

## I chinoni, effetti dannosi
I chinoni presentano carattere fortemente elettrolitico e causano l'insorgenza di sviluppi neoplastici e di malattie cardio-vascolari.
Questo è causato dalle reazioni e dalle interazioni che i gruppi elettrolitici hanno con i gruppi nucleofili delle proteine e del DNA, finendo con alterarli.
In particolar modo si è notato come una forte esposizione ai benzochinoni causi la leucemia mieloide acuta (LMA) e ciò è da imputarsi al probabile effetto inibitorio che il benzochinone e l'idrochinone hanno nei confronti della topoisomerasi II, essenziale per la replicazione, la ricombinazione, la segregazione cromosomica e la struttura cromosomica.

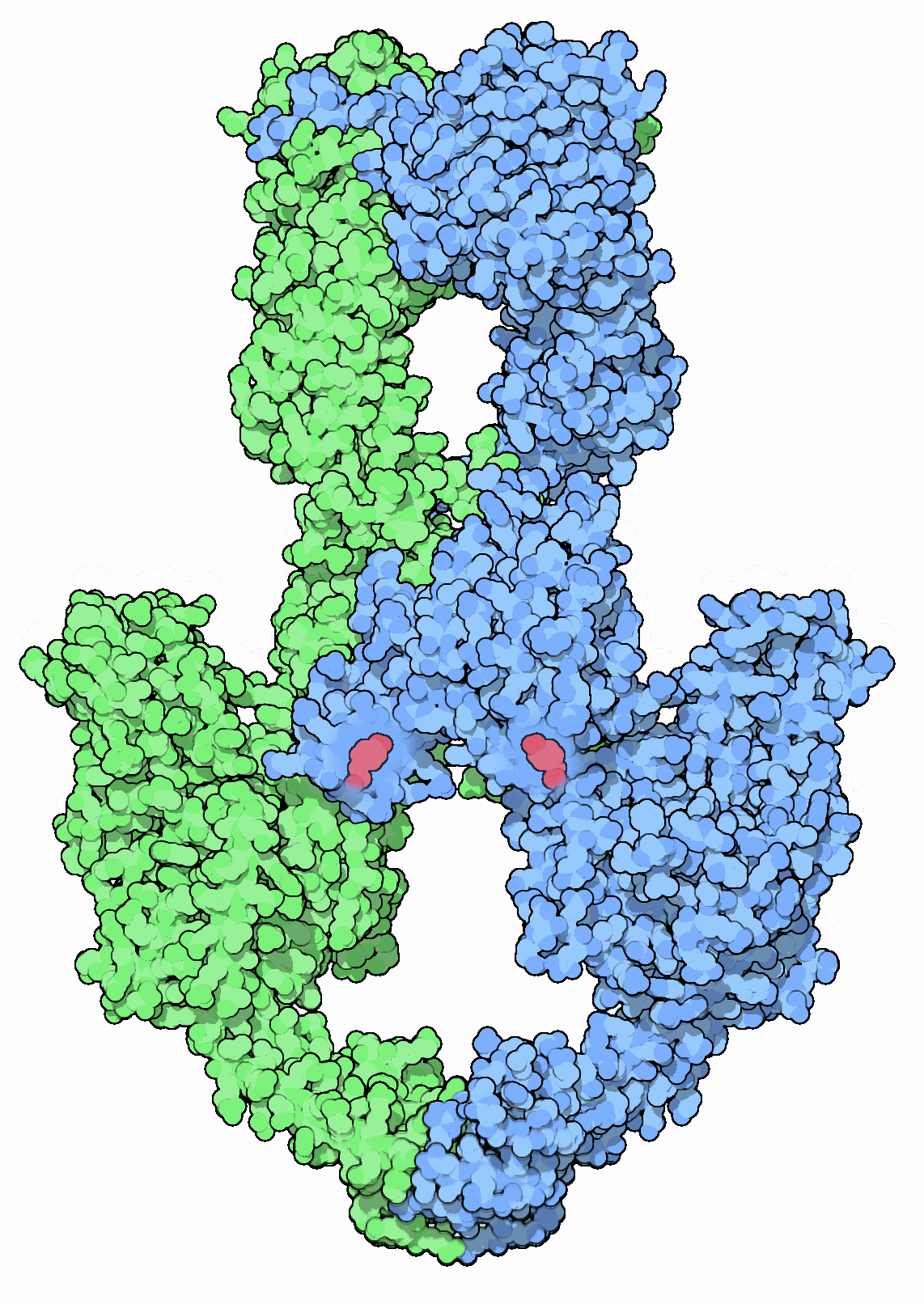
Topoisomerasi II

## Radicali fenolici, effetti dannosi
Nell'organismo vi è l'ossidazione enzimatica dei fenoli ad un elettrone a radicali fenolici che hanno un'alta rilevanza in merito ai danni citotossici.
I radicali fenolici, all'interno della cellula vengono poi ridotti da tioli e da altri agenti riducenti quali NADH e NADPH. A causa del ciclo redox dei fenoli, dunque, l'organismo è costretto ad un forte stress ossidativo.
È stato dimostrato che la generazione di radicali fenolici catalizzata dalla mieloperossidasi produce stress ossidativo e provoca modificazioni ossidative di lipidi, proteine e DNA in cellule di stirpe mieloide.
Inoltre numerosi enzimi espressi principalmente nelle cellule della pelle, come la prostaglandina sintasi, la lipossigenasi, la tirosinasi e le isoforme del CYP450 possono creare un ambiente redox favorendo l'ossidazione di un elettrone dei composti fenolici. I radicali fenolici che quindi possono essere prodotti grazie agli enzimi, vengono successivamente ridotti dai tioli che a loro volta si ossidano nuovamente in radicali attivi quali i radicali tiolici che producono superossido nel corso delle loro reazioni con il glutatione (GSH) e altri tioli e (in presenza di complessi di metalli di transizione) radicali idrossilici, provocando così un forte stress ossidativo.

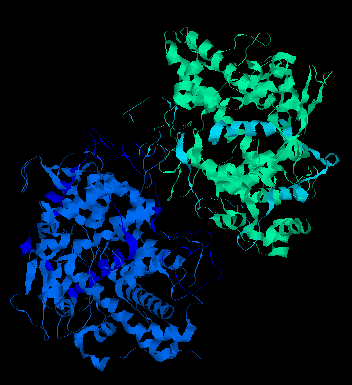
Mieloperossidasi

## Rimozione fenoli e suoi derivati attraverso trattamenti enzimatici
Il fenolo è un agente inquinante presente nelle acque reflue di molte industrie, come quelle per l'estrazione del carbone, per la raffinazione del petrolio, produzione farmaceutica, fonderia e la lavorazione dell'acciaio e del ferro, concia e rifinitura delle pelli (USEPA, 1980). I procedimenti per il trattamento generalmente usati (ossidazione biologica, chimica e adsorbimento) di rado riescono a generare effluenti finali con la qualità di scarico richiesta.
Nell'ultimo ventennio, sono stati parecchi gli studi svolti da diversi ricercatori per comprendere l'uso degli enzimi nel trattamento delle acque reflue. Gli enzimi hanno molti potenziali vantaggiosi rispetto al trattamento biologico convenzionale e all'ossidazione chimica: la quasi assenza di un periodo di acclimatamento, l'assenza di problemi legati a shock di carica o effetti tossici e nessuna generazione di prodotti imprevisti a causa dell'alta specificità.
Fra gli enzimi studiati troviamo: 

Chitosano

- La tirosinasi, nota anche come polifenolossidasi, è coinvolta nel fenomeno dell'imbrunimento dei frutti ed è presente nei funghi, nelle mele e nelle patate. Questi polimeri possono essere separati e rimossi dalla soluzione attraverso molti processi come assorbimento e precipitazione.
- Il chitosano, un polimero policationico prodotto dalla deacetilazione della chitina, è generalmente usato come assorbente o coagulante.

Si è visto che il pretrattamento enzimatico può essere un metodo utile per ridurre il tempo di permanenza nei reattori biologici e prevenire lo stress generato dall'aumento del contenuto di inquinanti. Tuttavia il colore generato dalla reazione enzimatica e l'aumento del contenuto di COD nell'assunzione del bioreattore rendono questa tecnologia poco appetibile per il trattamento delle acque reflue. L'uso della tirosinasi immobilizzata mediante lo sviluppo di nuovi procedimenti che la stabilizzano e rimuovono i chinoni generati può comunque, in definitiva, incoraggiare trattamenti biologici/enzimatici combinati per degradare i fenoli, specialmente in situazioni di emergenza.

## Complicazioni legate alla formazione di 2-butene-1,4-diolo
L'ubiquità dei fenoli negli ambienti industriali è diretta conseguenza di una possibile presenza di queste tossine nelle fonti d'acqua. L'acqua può essere trattata con H2O2 e luce UV, protocollo economico che porta all'ossidazione dei fenoli in prodotti poli-idrossilati come il catecolo, oltre agli acidi maleico, formico e ossalico, specie più facilmente degradabili dai microbi o anche dal nostro organismo. Le ossidazioni dei fenoli non sono selettive e, oltre agli acidi, si generano anche prodotti secondari tossici come i benzochinoni, elettrofili reattivi che si impadroniscono dei nucleofili biologici. Si può anche in caso peggiore verificare la generazione di 2-butene-1,4-diolo, biologicamente deleterio nelle condizioni ossidative utilizzate per la purificazione dell'acqua.
Il 2-butene-1,4-diolo è tossico poiché può scindere o reticolare il DNA e può agire sull'albumina, prealbumina e transferrina. L'irradiazione con luce UV del fenolo ne provoca la degradazione in prodotti che includono il 2-butene-1,4-diolo, una reazione che viene accelerata in presenza di H2O2, quando fino al 2% del fenolo che reagisce dà 2-butene-1,4-diolo. Questi prodotti non sono facilmente estraibili dall'acqua e sono presenti in basse concentrazioni.
Si è inoltre visto come cis-2-butene-1,4-diolo attivi il furano che è classificato come epato-cancerogeno e non genotossico. Infatti il cis-2-butene-1,4-diolo può essere un importante intermedio genotossico e tossico nella tumorigenesi indotta dal furano.
Per scoprire quanto siano pericolosi i prodotti dell'ossidazione dei fenoli, bisogna determinare quanto a lungo questi composti persistono in presenza di microbi e disinfettanti utilizzati durante il trattamento dell'acqua.

Reazione di sintesi del 2-Butene-1,4-diolo

## Enzima fenolossidasi inCryptococcus neoformans
L'agente patogeno fungino intracellulare facoltativo Cryptococcus neoformans è l'agente eziologico della criptococcosi, una malattia che colpisce principalmente gli individui con ridotta immunità, come quelli con infezione avanzata da HIV. Esso si sviluppa come infezione nei polmoni dopo essersi addentrato nell'organismo attraverso l'inalazione e portando nel peggiore dei casi a polmonite e meningoencefalite, quest'ultima fatale se non trattata.

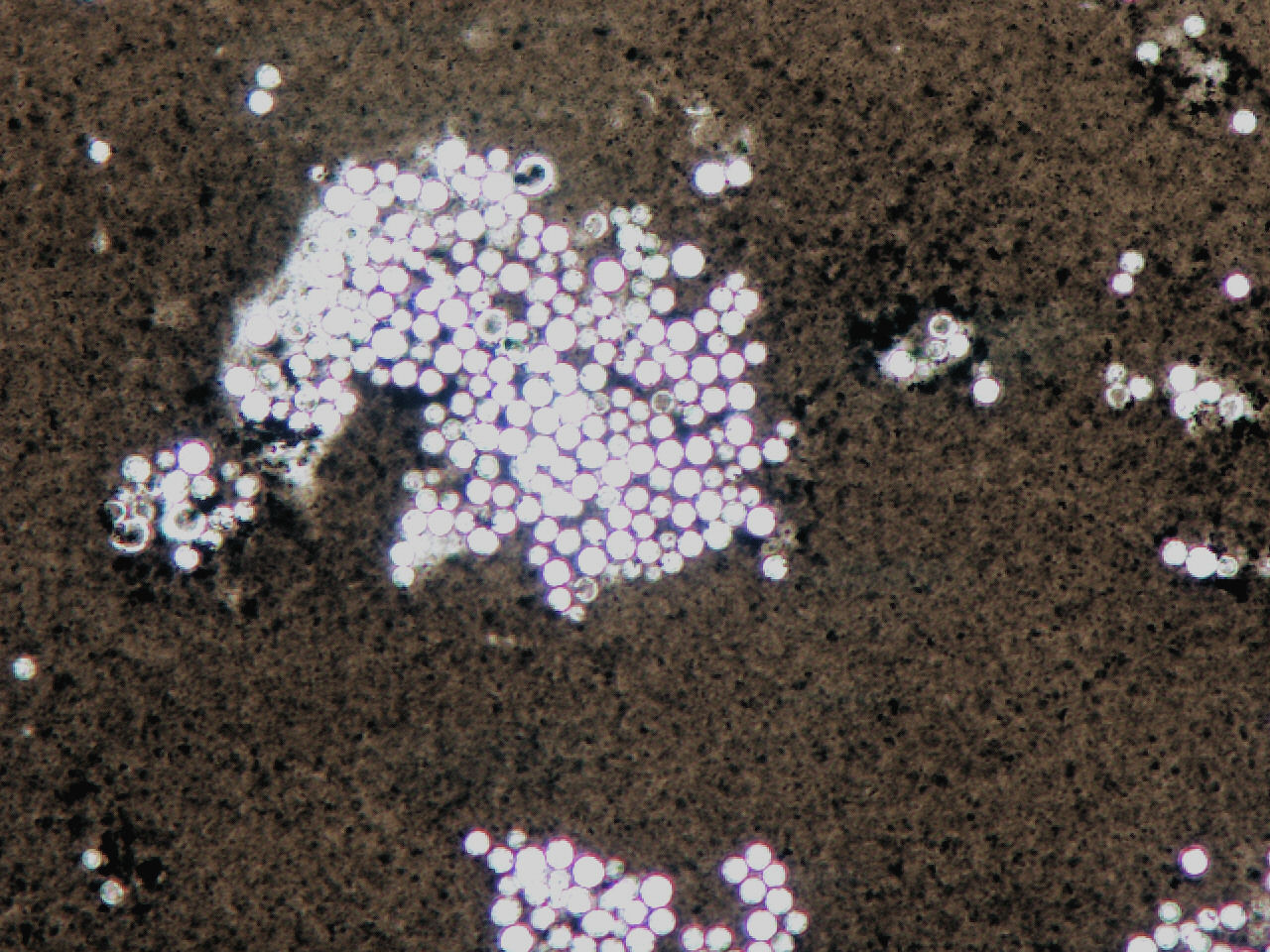
Cryptococcus neoformans

I principali fattori di virulenza di C. neoformans sono una capsula polisaccaridica, la produzione di melanina, la capacità di crescere a temperatura corporea e la secrezione di enzimi extracellulari che conferiscono un vantaggio selettivo a C. neoformans sia per la residenza nell'ambiente che in un mammifero ospite. Una regolazione strettamente controllata porta all'espressione degli enzimi necessari per la sopravvivenza dei funghi e al danno dell'ospite una volta al suo interno.
Un metodo efficace per verificare la presenza di C. neoformans è quello di sfruttare la produzione di melanina ad opera di fenolossidasi.
Infatti la melanina che protegge C. neoformans dal danno ossidativo e dal caldo e dal freddo, viene sintetizzata su substrati 2,3- o 3,4-difenolici da una fenolossidasi e si accumula nella parete cellulare di C. neoformans. L'enzima di sintesi della melanina ha due caratteristiche classiche della laccasi: una proteina glicosilata contenente rame con la capacità di ossidare substrati difenolici e la capacità di produrre decarbossi dopacromo.
La sintesi della melanina di C. neoformans avviene solo in presenza di diidrossifenoli esogeni, in quanto non si conosce un substrato endogeno. Diversi difenoli possono fungere da substrati per la sintesi del pigmento da parte di C. neoformans laccasi, come i substrati costituiti da para - e orto -difenoli, monofenoli, L -dopa ed esculina, indicando che l'enzima ha un'ampia specificità e la capacità di generare pigmenti da diversi composti.

### Identificare colonie diCryptococcus neoformans
Per identificare le colonie di Cryptococcus neoformans è necessario inoculare la superficie di una piastra di agar di seme di uccello con una piccola porzione della colonia sconosciuta.
Le colonie di C neoformans appaiono lisce e hanno una distinta pigmentazione bruno-rossastra sull'agar seme di uccello. Il principio attivo dell'agar di semi di uccelli (Guizotia abyssinica) è l'acido caffeico, che viene estratto e posto in un agar contenente l'1% di glucosio. Il Cryptococcus neoformans produce selettivamente l'enzima fenolossidasi, che ossida l'acido caffeico nel mezzo in melanina, producendo la pigmentazione rosso-marrone.
Altre specie di lievito quali Cryptococcus laurentii e Saccharomyces cerevisiae rendono impossibile l'identificazione con questo metodo dato che non possiedono attività fenolossidasica e quindi rimangono non pigmentati quando vengono coltivati su agar di semi di uccelli.

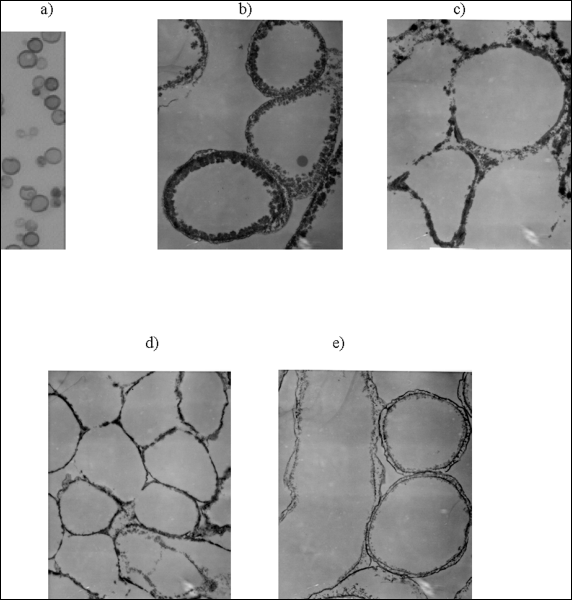
Melanina irradiata in Cryptococcocus neoformans